# Verdens volume
Verdens volume er titlen på den danske singer-songwriter Peter Sommers ottende studiealbum i eget navn. Det udkom 14. marts 2025 på Capitol Records.
I forbindelse med udgivelsen beskrev Peter Sommer selv albummet som "Mit dansksprogede strejftog ned igennem den elskelige europæiske sangtradition med honnører til ikoniske komponister og excentriske elegantierer fra en æra, hvor man bedre kunne høre hvad man selv tænkte og ikke tænkte at alle skulle høre det hele, hele tiden."
Nyheden om albummet dukkede op første gang i august 2024, hvor Sommer på Facebook annoncerede, at han havde skrevet ny kontrakt med Universal Music i Danmark.
Albummets første single, "Broerne i Paris" udkom den 18. oktober 2024. Den blev senere efterfulgt af "Svanejagten", som udkom som anden single den 14. februar 2025.

## Spor
| #   | Titel                                    | Sangskriver(e)                                                      | Længde |
| --- | ---------------------------------------- | ------------------------------------------------------------------- | ------ |
| 1.  | "Verdens Volume"                         |                                                                     | 3:56   |
| 2.  | "Ud Over Kanten På En Rund Planet"       |                                                                     | 4:14   |
| 3.  | "Dem Vi Var Og Ville Være"               |                                                                     | 3:49   |
| 4.  | "Svanejagten" (featuring Mads DK)        | Peter Sommer, Klaus Q Hedegaard Nielsen, Mads Damsgaard Kristiansen | 3:13   |
| 5.  | "Ruller Asfalt På"                       |                                                                     | 3:03   |
| 6.  | "Broerne i Paris" (featuring Selina Gin) | Sommer, Nielsen                                                     | 3:51   |
| 7.  | "Undskyld Mit Undskyld"                  |                                                                     | 2:50   |
| 8.  | "Bristepunkt"                            |                                                                     | 3:03   |
| 9.  | "Spurve I Tranedans"                     |                                                                     | 3:25   |
| 10. | "Tilbage Til Status Quo"                 |                                                                     | 4:40   |
| 11. | "Opus 28 No 4"                           |                                                                     | 1:42   |